# Karangkendal (Tamansari)
Karangkendal is een bestuurslaag in het regentschap Boyolali van de provincie Midden-Java, Indonesië. Karangkendal telt 2189 inwoners (volkstelling 2010).